# Трансилванска школа
Трансилванската школа (на румънски: Școala Ardeleană) е културно движение през втората половина на XVIII век сред румънците униати в Трансилвания, по това време част от Хабсбургската монархия.
Повлияни от западното Просвещение, дейците на Трансилванската школа, като Самуил Мику-Клайн, Георге Шинкай и Петру Майор, поставят основите на Румънското национално възраждане, налага съвременната фонетична румънска азбука, базирана на латиницата, и се обявяват за равни права на трансилванските румънци с тези на Съюза на трите нации.